# Lenhador

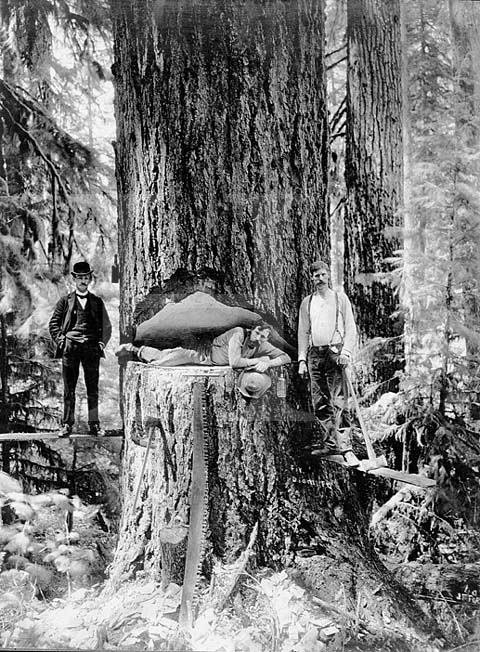
Grupo de lenhadores em Oregon, Estados Unidos (1910)

Um lenhador é o trabalhador da indústria madeireira responsável pelo corte e transporte de árvores para sua transformação em produtos derivados. O termo normalmente refere-se à época anterior a 1945, quando ferramentas manuais eram utilizadas para a extração de árvores, retiradas principalmente de florestas virgens. Devido a seus laços históricos, o termo entranhou-se na cultura popular através da mídia, folclores e esportes relacionados à atividade. O trabalho era difícil, perigoso, intermitente, mal-remunerado e primitivo em condições básicas, mas gerou uma cultura tradicional onde os homens celebram sua força, masculinidade, enfrentamento do perigo e resistência à modernidade.